# John de Chastelain
Alfred John Gardyne Drummond de Chastelain, conhecido apenas como John de Chastelain, (30 de Julho de 1937, Bucareste, Romênia) é um General e diplomata canadense aposentado, que ficou conhecido ao se tornar Chefe da Comissão Internacional de Desarmamento. Ele foi um dos que organizaram todo o processo de desarmamento do grupo IRA (Exército Republicano Irlandês) na Irlanda do Norte em 1995.